# Крекінг-установка Дукі-Ді-Кашіас
Крекінг-установка Дукі-Ді-Кашіас — складова частина нафтохімічного майданчика в бразильському штаті Ріо-де-Жанейро.
На північній околиці Ріо-де-Жанейро працює потужний нафтопереробний комплекс Дукі-Ді-Кашіас, у складі якого з 2005 року з'явилась установка парового крекінгу. На відміну від інших бразильських піролізних виробництв у Камачарі, Сан-Пауло та Тріунфо, які споживають газовий бензин, установка під Ріо здійснює піроліз газів — етану та пропану. Останні отримують на цьому ж майданчику шляхом фракціонування суміші, що надійшла по трубопроводу Osduc IV (перші кілька років використовували Osduc II). Крім того, піролізу також піддають гази нафтопереробки місцевого НПЗ.
Потужність установки становить 520 тисяч тонн етилену та 75 тисяч тонн пропілену на рік. Зазначені олефіни використовують на цьому ж майданчику для продукування поліетилену високої та низької щільності (540 тисяч тонн) і поліпропілену (310 тисяч тонн, лінія споживає 100 тисяч тонн пропілену, виділеного фракціонуванням із газів нафтопереробки).